# Amphinemura clavigera
Amphinemura clavigera är en bäcksländeart som beskrevs av Tatemi Shimizu 1997. Amphinemura clavigera ingår i släktet Amphinemura och familjen kryssbäcksländor. Inga underarter finns listade i Catalogue of Life.